# Wise County (Texas)
Wise County je okres ve státě Texas v USA. K roku 2010 zde žilo 59 127 obyvatel. Správním městem okresu je Decatur. Celková rozloha okresu činí 2 391 km².